# Éclair
Un éclair, de vegades també dit pas, palo, llampec o bastó de Jacob (al País Valencià és habitual dir-ne «palo català»), és un congret fi fet amb pasta de lioneses, a la qual es dona una forma allargada i es forneja fins que és cruixent i buit, i que habitualment es farceix.
Cal no confondre aquest congret amb l'abisinio de Valladolid o amb el xuixo de Girona; tots dos són elaborats amb una altra pasta i tècnica.

## Origen
L'éclair es va crear durant el segle xix a França, on va ser anomenat «pain à la Duchesse» o «petite duchesse» fins al 1850. El primer testimoniatge escrit en francès va ser en la dècada del 1860. Alguns historiadors del menjar especulen que els éclairs van ser fets per la primera vegada pel famós cap de cuina francès Marie-Antoine Carême (1784–1833).

### Etimologia
Éclair (en francès) significa ‘llampec’. Es creu que va rebre aquest nom per la forma en la qual brilla quan és cobert amb el glaçat.

## Característiques

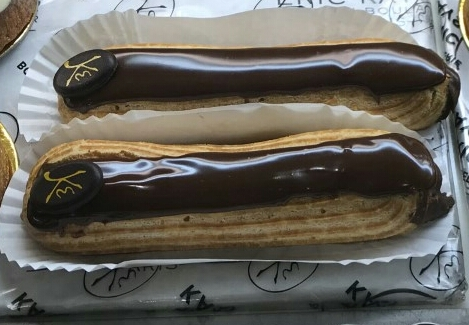
Éclairs

Es fa de la mateixa pasta que les lioneses, la diferència amb les quals és que aquestes són rodones. Quan aquestes són farcides de crema de llet i cobertes amb salsa de xocolata són profiteroles. Si les boletes de pasta es fregeixen en comptes de coure's en el forn, s'obtenen bunyols dolços en comptes de lioneses, molt habituals en la cuina catalana i altres cuines. Amb aquesta mateixa pasta i farciment es poden fer uns cercles grans, de talla familiar, que a Catalunya es diuen tortells.
Tradicionalment l'éclair es farceix de crema pastissera de vainilla o xocolata, o bé amb nata, i sol cobrir-se amb xocolata setinada. Altres farciments inclouen crema de llet aromatitzada amb cafè soluble, cacau, rom, fruita o puré de castanyes. A Catalunya no se sol glaçar sinó que s'empolsa de sucre de llustre.

### Variants
A Catalunya sol emplenar-se de crema catalana, normalment amb canyella i no vainilla.